# ヤマトインターナショナル
ヤマトインターナショナル株式会社（英: YAMATO INTERNATIONAL INC.）は、大阪府東大阪市森河内西に本社を置くアパレルメーカーである。みどり会の会員企業であり三和グループに属している。

## 会社概要
カジュアルウェアを中心とする大手衣料品メーカー。百貨店・スーパーなどの大手流通店での取り扱いの他、ショッピングモール内やアウトレットモール内の直営店、自社ECサイトなどを運営している。中でもワニのワンポイントで知られる「CROCODILE」は同社の基幹ブランドとして、また50年以上の歴史を持つブランドとして、その名を広く知られている。
「CROCODILE」はメンズ、レディース、更にリラックスサイズやスポーツテイストなど幅広いカテゴリーを展開をしており、また近年にはWEBに特化したブランド、「CITERA」や「Penfield」を新たにスタートさせ、アパレル業界の中では有数の歴史を持つ企業でもある。
1986年に竣工した東京本社ビルは建築家の原広司が設計を担当しており、1990年に第1回村野藤吾賞を受賞している。

## 逸話
- 平和島にある東京本社は、1988年公開の映画『マルサの女2』にて主人公・鬼沢鉄平（三國連太郎・演）が代表を務める宗教法人「天の道教団」の施設の一部[注 1]として倉庫に続く階段が使われた[3]ほか、東京本社は同映画内での東京国税局の外観としても使われている[4]。

## 事業所
- 本社
  - 大阪本社:大阪府東大阪市森河内西1-3-1
  - 東京本社:東京都大田区平和島5-1-1
- 子会社
  - ヤマト ファッションサービス株式会社
  - 上海雅瑪都時装有限公司（中国）

## 沿革
- 1947年6月 - 株式会社ヤマト被服工業所を設立。
- 1953年12月 - 社名をヤマトシャツ株式会社に変更。
- 1982年3月 - ヤマトシャツ株式会社からヤマト インターナショナル株式会社に商号変更。
- 1982年7月 - 大阪証券取引所第2部に上場。
- 1987年5月 - 大阪証券取引所第1部に指定替え。
- 1993年12月 - ヤマト　ファッションサービス株式会社を設立。
- 2006年11月 - 東京証券取引所第2部に上場。
- 2007年11月19日 - 東京証券取引所第1部に指定替え。
- 2012年 - 「CROCODILE」国内販売50周年を迎える
- 2016年9月 -「CITERA」ローンチ
- 2017年4月 -「Penfield」ローンチ
- 2019年4月 -「Lightning Bolt」ローンチ

## ブランド
- CROCODILE
- CROCODILE　LADIES
- Swich Motion
- CITERA
- Penfield
- Lightning Bolt

## テレビCM
かつて1980年代中頃にテレビCMを放送していたことがある。同社が大阪に本社を置く企業であることから、自社の主力ブランドであるCROCODILEシリーズのCMに当時阪神タイガース選手の掛布雅之、岡田彰布、真弓明信、小林繁らを起用していた。
なお、このCMは当時サンテレビの野球中継、サンテレビボックス席でのみ放映されており、阪神が2リーグ分裂後に初の日本一に輝いた1985年の日本シリーズ（対西武ライオンズ）の民放テレビ局での中継のうち、5試合も複数の提供スポンサーの内に入っており、全国に放映されていた（ただし、第6戦（TBS-JNN）ではキリンビールとキリン・シーグラムのみの単独提供だった）。
また、桂三枝のにゅーすコロンブス（朝日放送制作・テレビ朝日系列）にも提供していた。
2023年、「クロコダイル」のCMを約40年ぶりに放映（関西、東海エリア限定）。